# 코디 학포
코디 마테스 학포(네덜란드어: Cody Mathès Gakpo, 네덜란드어 발음: ['kɔdi 'ɣɑkpɔ], 1999년 5월 7일~)는 네덜란드의 축구 선수로 포지션은 공격수, 왼쪽 윙어이다. 현재 프리미어리그의 리버풀 FC과 네덜란드 축구 국가대표팀 소속으로 뛰고 있다. 대한민국에서는 성 'Gakpo'를 로마자 그대로 읽은 코디 각포로도 알려져 있다.
2016년 PSV 에인트호번의 2군 팀인 용 PSV 소속으로 프로 선수 경력을 시작했으며 2018년 2월 PSV 1군에 데뷔했다. 그는 에레디비시 2021-22시즌에 47경기에 출전해 21득점을 기록하며 2021-22시즌 네덜란드 올해의 축구 선수에 선정되었다. 이후 2023년 1월 PSV에서 프리미어리그의 리버풀 FC로 이적했다.
학포는 네덜란드 U-18 축구 국가대표팀부터 네덜란드 U-21 축구 국가대표팀까지 네덜란드 연령별 대표팀을 거친 후 2021년 네덜란드 성인 국가대표팀에 데뷔했다. 그는 네덜란드 대표팀의 일원으로 월드컵 1회, 유럽 선수권 대회에 2회 참가했다.

## 구단 경력
2007년, 그는 PSV의 유소년 아카데미로 이적하였고, 그곳에서 모든 유소년 팀을 거쳐 성장했다. 2016–17 시즌 동안, 학포는 처음으로 용 PSV의 리저브 팀에 포함되었지만 주로 19세 이하 팀에서 활동했다. 학포는 2016년 11월 4일 헬몬트 스포르트와의 경기에서 용 PSV 소속으로 에이르스터 디비시에서 프로 데뷔를 했다.
2022년 12월 28일, 학포는 2023년 1월 1일 이적 시장이 열리면 프리미어리그 클럽 리버풀과 계약하기로 합의했다. 그는 BBC 스포츠에 의해 5년 반 계약을 체결했고, 이적료는 3,540만 파운드에서 4,430만 파운드(4,000만 유로에서 5,000만 유로) 사이로 보도되었으며, 이는 PSV가 받은 기록적인 이적료가 될 것이라고 전해졌다.

## 국가대표팀 경력
2023년 3월 17일, 학포는 UEFA 유로 2024 예선에서 프랑스 축구 국가대표팀과 지브롤터 축구 국가대표팀을 상대할 네덜란드 축구 국가대표팀의 선수 명단에 발탁되었으나 2023년 3월 23일 아침 바이러스 감염 증상으로 인해 대표팀에서 하차했다.

## 수상

#### PSV
- 에레디비시: 2017-18
- KNVB컵: 2021-22
- 요한 크라위프 스할 : 2021, 2022

#### 리버풀 FC
- EFL컵 : 2023-24

### 개인
- 네덜란드 축구 올해의 선수 : 2021-22
- 에레디비시 이 달의 선수 2회